# Eviota santanai
Eviota santanai là một loài cá biển thuộc chi Eviota trong họ Cá bống trắng. Loài cá này được mô tả lần đầu tiên vào năm 2013.

## Từ nguyên
Loài cá này được đặt theo tên của Connisso Antonino Santana, một công dân anh hùng trong cuộc đấu tranh giành độc lập cho Đông Timor, cũng là người hoạt động vì môi trường.

## Phạm vi phân bố và môi trường sống
E. santanai hiện chỉ được tìm thấy ở ngoài khơi phía bắc Đông Timor.

## Mô tả
Chiều dài cơ thể tối đa được ghi nhận ở E. santanai là 1,3 cm. Cơ thể của chúng trong mờ, màu trắng với 6 đốm màu hồng tím bên dưới da. Nhiều sắc tố vàng và đỏ dọc hai bên thân. Gáy có các vệt màu vàng và đỏ xen kẽ. Sau mắt có đốm màu đỏ gạch. Mống mắt màu đỏ, bao quanh bởi các vạch màu vàng. Nắp mang có đốm vàng. Các tia vây lưng có màu đỏ; màng vây trong suốt.
Số gai ở vây lưng: 6 - 7; Số tia vây mềm ở vây lưng: 7 - 8; Số gai ở vây hậu môn: 1; Số tia vây mềm ở vây hậu môn: 7 - 8.